# Cosmethis ampliplaga
Cosmethis ampliplaga är en fjärilsart som beskrevs av W. Warren 1905. Cosmethis ampliplaga ingår i släktet Cosmethis och familjen mätare. Inga underarter finns listade i Catalogue of Life.